# Paul Tavernier
Pour les articles homonymes, voir Tavernier.
 (décembre 2008).
Si vous disposez d'ouvrages ou d'articles de référence ou si vous connaissez des sites web de qualité traitant du thème abordé ici, merci de compléter l'article en donnant les références utiles à sa vérifiabilité et en les liant à la section « Notes et références ».
Paul Tavernier, né le 31 janvier 1852 à Paris et mort le 7 avril 1943 à Fontainebleau, est un peintre français.

## Biographie
Paul Tavernier est l'élève des peintres Alexandre Cabanel, Adolphe Yvon et Gustave Guillaumet. Il débute au Salon des artistes français de 1876.
C'est sur les conseils de Guillaumet que Paul Tavernier se rend en Afrique du Nord pour s'imprégner de lumière.
En 1879, Paul Tavernier installe son chevalet chez Ganne à Barbizon en raison de son amour pour la nature.
En 1883, Paul Tavernier devient sociétaire de la Société des artistes français. Il reçoit la médaille de 3e classe au Salon des artistes français pour une toile réalisée au cours de son séjour africain, représentant des Arabes baignant leurs chevaux dans la mer.
Cependant, on ne peut évoquer Paul Tavernier sans se plonger dans le Fontainebleau du début de ce siècle. Amoureux de la cité impériale et de la nature qui l'entoure, il prête son concours dès que la demande est formulée pour aider au développement de la ville de Fontainebleau et à la préservation de son environnement. Il décore la grande salle du Golf de Fontainebleau, qu'il aide à créer. Il réalise un grand tableau pour le Théâtre de Fontainebleau représentant Louis XV à la chasse.
Paul Tavernier participe également activement au renouveau de l'Hippodrome de La Solle en fondant la société des Courses de Fontainebleau qui voit le jour en 1901.
Il crée des associations comme celle des « Amis de Fontainebleau » ou des « Amis de la Forêt ». Il est adhérent de l'Action française à Fontainebleau avant la Première Guerre mondiale.
Sa fille Madeleine Tavernier (1886-1981) épouse Charles de Tricornot de Rose.
En 1900, Paul Tavernier reçoit la médaille de bronze à l'Exposition universelle de Paris pour son tableau Chasse à Courre qui lui avait valu une médaille au Salon de 1883, et en 1905, la médaille de 2e classe à l'école des Paysagistes.
Il décède le 7 avril 1943, vers 10 h, à Fontainebleau, en son domicile sis 9 boulevard Maginot.
Une rue de cette ville porte aujourd'hui son nom.